# Prefektura apostolska Baojing
Prefektura apostolska Baojing (łac. Praefectura Apostolica Paokingensis) – rzymskokatolicka prefektura apostolska ze stolicą w Baojing, w prefekturze autonomicznej Xiangxi, w prowincji Hunan, w Chińskiej Republice Ludowej.
Prefektura nie istnieje w strukturach Patriotycznego Stowarzyszenia Katolików Chińskich, które połączyło ją i 7 innych jednostek kościelnych w tej prowincji w diecezję Hunan ze stolicą w Changsha. Formalnie nastąpiło to w 1999, jednak PSKCh nigdy wcześniej nie mianowało swojego ordynariusza w Baojingu.

## Historia
3 czerwca 1938 z mocy decyzji Piusa XI wyrażonej w bulli Ad Christi nomen erygowano prefekturę apostolską Baojing. Dotychczas wierni z tych terenów należeli do prefektury apostolskiej Yongzhou.
Z 1950 pochodzą ostatnie pełne, oficjalne kościelne statystyki. Prefektura apostolska Baojing liczyła wtedy:
- 1 649 wiernych (< 0,1% społeczeństwa)
- 8 kapłanów (3 diecezjalnych i 5 zakonnych)
- 3 siostry zakonne
- 4 parafie.

Od zwycięstwa komunistów w chińskiej wojnie domowej w 1949 prefektura apostolska, podobnie jak cały prześladowany Kościół katolicki w Chinach, nie może normalnie działać. Prefekt apostolski o. Joseph László Lombos OFM został wydalony z kraju. Brak jest informacji o jego następcy.

## Prefekci apostolscy
- Joseph László Lombos OFM[4] (1938 - 1963) de facto wydalony z komunistycznych Chin, nie miał po tym czasie realnej władzy w prefekturze
- sede vacante (być może urząd prefekta sprawowali duchowni Kościoła podziemnego) (1963 - nadal)
  - Methodius Qu Ailin (2012 - nadal) administrator apostolski; arcybiskup Changshy